# Józef Markiewicz (medalier)

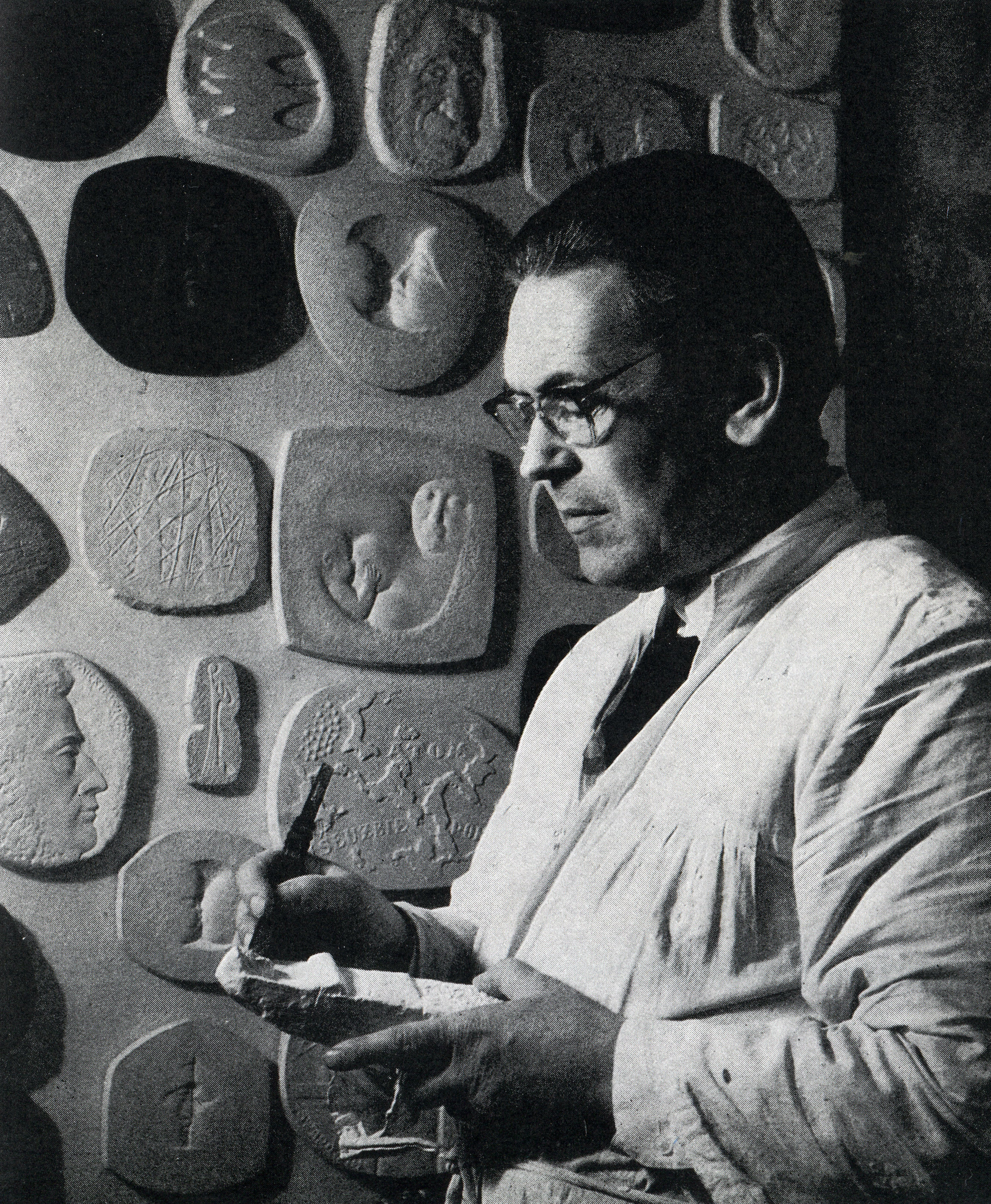
W swojej pracowni

Józef Markiewicz, pseudonim „Nieszcz” (ur. 9 sierpnia 1913 w Korolówce w woj. stanisławowskim, zm. 17 maja 1991 w Warszawie) – medalier, rzeźbiarz i poeta. Przez znawców sztuki medalierskiej jest zaliczany do ścisłej czołówki artystycznego grona drugiej połowy XX wieku.
Część prac sygnował inicjałami JM-N.

## Życiorys

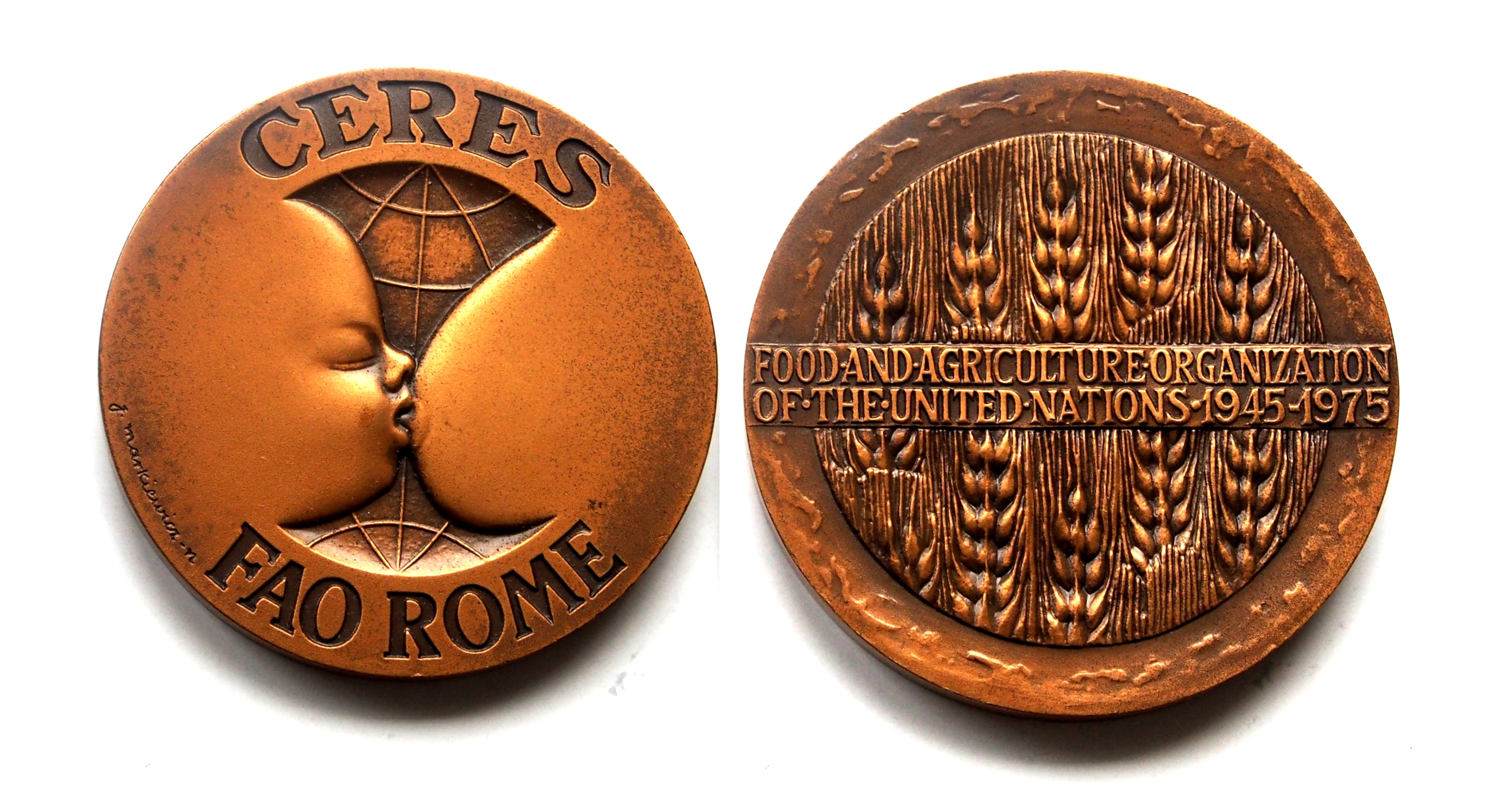
Praca "Pierwszy Pokarm" umieszczona na medalu upamiętniającym XXX-lecie FAO.

W 1928 roku rozpoczął naukę w Państwowej Szkole Przemysłu Drzewnego w Kołomyi, gdzie uczył się rzeźby w drewnie.
We wrześniu 1939 uczestniczył w wojnie obronnej Polski.  W 1945 ukończył szkołę oficerską oraz rozpoczął studia na Akademii Sztuk Pięknych w Toruniu. Studiował u profesorów Stanisława Horno-Popławskiego oraz Tadeusza Godziszewskiego. Rozpoczął prace twórczą w Toruniu, kontynuując ją później w Warszawie.
Zakres twórczości Józefa Markiewicza-Nieszcza to: rzeźba, medalierstwo, poezja oraz malarstwo. Podczas 35 lat pracy twórczej jego prace były wystawiane na ponad dwustu wystawach w kraju i za granicą, zdobywając liczne nagrody i wyróżnienia. Wiele z jego rzeźb i medali zostało zakupionych przez muzea i prywatnych kolekcjonerów z całego świata. Józef Markiewicz-Nieszcz stworzył własną, bardzo oryginalną odrębną stylistykę. Stosując prostą formę przekazu potrafił wyczerpująco przedstawić treść swoich przemyśleń.
W wywiadzie udzielonym dla Biuletynu Numizmatycznego zapytany jakie tematy najbardziej lubi wykonywać odparł: „Temat stary jak świat i pozornie zdawać by się mogło wyeksploatowany – macierzyństwo i miłość. Pochylam się nad tymi tematami, rozważam z myślą o tym, aby godnie przekazać w dziele wielkość tych odwiecznych idei”.
Prace „Pierwszy pokarm”, „Pierwsze słowo”, „Macierzyństwo”, „Pierwsza miłość”, „Pierworodny”, „Pierwszy pocałunek” – tworzą cykl prac o treści lirycznej, a jednocześnie bardzo osobistej. Uznawane są za jedne z najlepszych prac artysty.
„Pierwszy pokarm”, jedna z najbardziej znanych prac Józefa Markiewicza została uznana przez zarząd FAO w Rzymie za arcydzieło i wybrano ją na jeden z symboli FAO. Wizerunek dziecka ssącego pierś matki został umieszczony na medalu upamiętniającym XXX-lecie tej organizacji oraz dziesięciozłotowej monecie FAO wydanej przez Mennicę Polską.
Markiewicz wykonał wiele medali z wizerunkiem wielkich Polaków: Chopina, Marii Skłodowskiej-Curie, Paderewskiego, Wieniawskiego, Kościuszki, Pułaskiego i innych.
Najwięcej swoich prac poświęcił Fryderykowi Chopinowi, z którym czuł osobistą więź. Muzyka była inspiracją dla artystycznych dokonań Markiewicza. Będąc nastolatkiem często chodził do niemego kina w Kołomyi, gdzie filmy były wyświetlane przy akompaniamencie muzyki Chopina i ta muzyka wciąż w nim brzmiała. Większości jego prac towarzyszył wiersz jego autorstwa. Poezję zaczął pisać już w szkole podstawowej i pisał ją przez całe życie. „Medal, który nie zawiera poezji pusto dźwięczy” – twierdził.
Fryderyk Chopin został uwieczniony na kilku medalach jego autorstwa oraz rzeźbach głowy kompozytora, które znalazły się między innymi w Edynburgu, Hiszpanii i  we Włoszech.
Wiele jego prac znalazło się na monetach i medalach emitowanych przez Mennicę Polską oraz NBP.
W dniu 16 maja 2015 podczas „Nocy Muzeów” w Warszawie została zainaugurowana wystawa prac Józefa Markiewicza w Mennicy Polskiej.

## Życie prywatne
W roku 1951 ukończył studia oraz poślubił Krystynę Kowalską, z którą miał trzech synów. Pochowany na warszawskim Cmentarzu Komunalnym Północnym (kwatera T-XXI-15-4-3).

## Nagrody i wyróżnienia

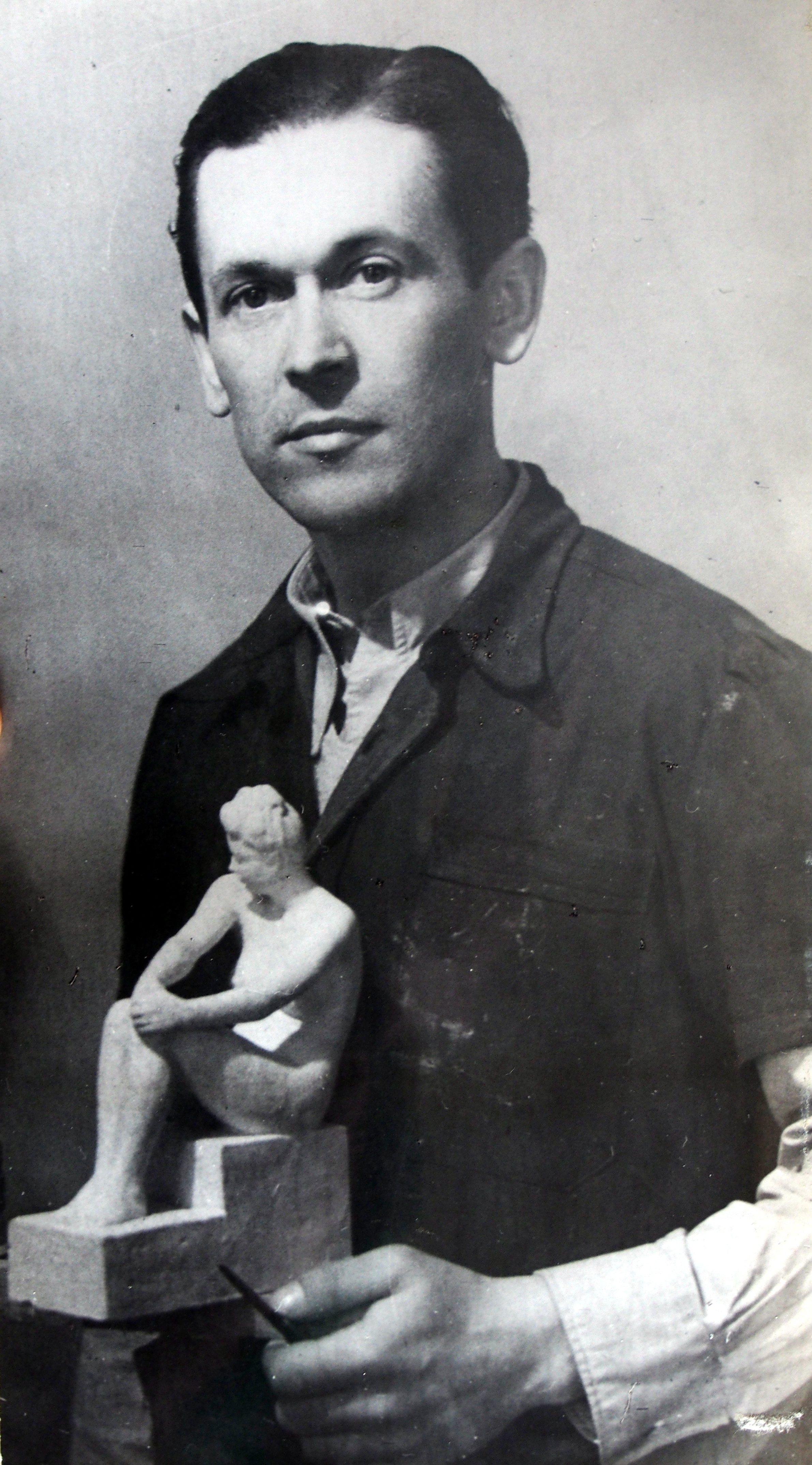

- Młodzież walczy o Pokój – Warszawa, 1951
- XV- lecie LWP lll,  1968
- XX- lecie LWP – Warszawa, 1964
- Arezzo (Włochy), 1964
- Fidem (Paryż), 1967
- Madryt, 1968
- Helsinki, 1967
- Nagroda Ministra Obrony Narodowej, 1968
- Nagroda ll stopnia Ministra Kultury i Sztuki, 1969
- Montecatini (Włochy), 1970
- Mediolan, 1977
- Rawenna, 1975-1977-1979
- Rzeszów, 1979
- Paryż-Wersal, 1980

## Wybrane prace

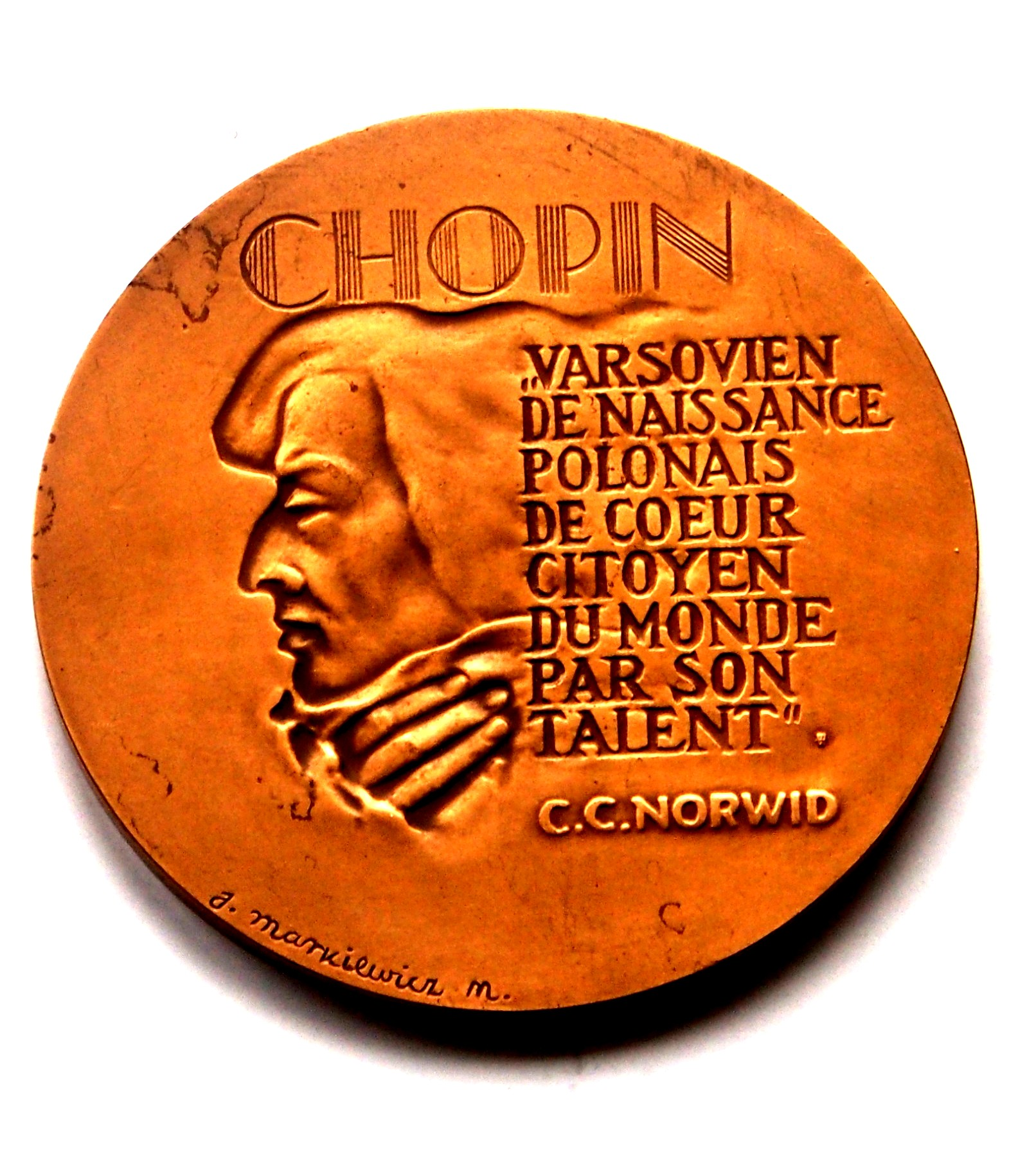

Pierwszy pokarm, Pierwsza miłość, Pierwszy pocałunek, Pierwszy impuls, Pierwszy grzech, Pierwszy ruch,                           Pierwsza skłonność, Pierwszy rejs,Pierworodny, Protest matki, Bliźnięta, Macierzyństwo, Przeciw wojnie, Rozstanie, Symbioza, Słowianka, Swarożyc, Ptaki międzygwiezdne, Biennale rzeźby, Rodzina, Chopin, Wars i Sawa, Chrońmy zabytki, Nigdy więcej, Sekret, Na straży pokoju, Debiut, Atom pokojowi, Wielki ślad, Zwycięzcy, Garibaldi, Kościuszkowiec, Paganini, Uroda, Nokturn, Mazowsze, Znicz olimpijski, Dante, Koncentracja, FAO, Kiliński, Pułaski,

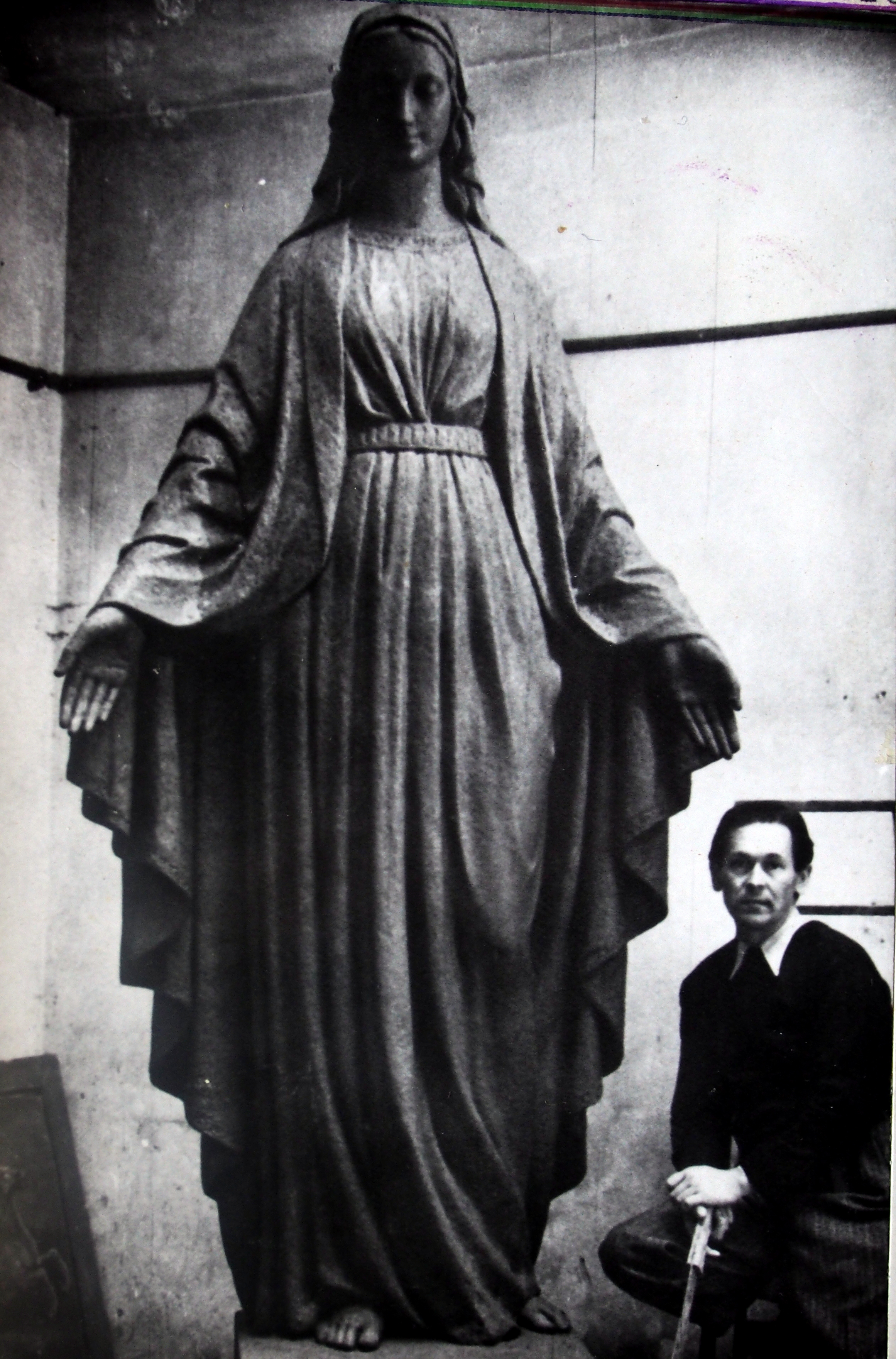